# Orthonops icenoglei
Orthonops icenoglei är en spindelart som beskrevs av Norman I. Platnick 1995. Orthonops icenoglei ingår i släktet Orthonops och familjen Caponiidae. Inga underarter finns listade i Catalogue of Life.